# دهستان انده
دهستان انده، یکی از دهستان‌های بخش مرکزی شهرستان میرجاوه در استان سیستان و بلوچستان ایران است. مرکز این دهستان، روستای انده است.

## جمعیت
بر پایه سرشماری عمومی نفوس و مسکن در سال ۱۳۹۵، جمعیت دهستان انده برابر با ۳٬۲۶۵ نفر بوده‌است.